# Dragalovci
Dragalovci su naseljeno mjesto u sastavu općine Stanari, Republika Srpska, BiH. Selo leži na cesti Prnjavor -Doboj, kroz selo ide i pruga Banja Luka - Doboj. Kroz selo protiče i rijeka Ukrina koja Dragalovce razdvaja od Kulaša. Tijekom rata u BiH selo je teško stradalo, minirana je crkva te većina kuća dok je stanovništvo izbjeglo u Hrvatsku te Sloveniju većinom u Ljubljanu.

## Stanovništvo
| Dragalovci         |              |                |                |
| godina popisa      | 1991.        | 1981.          | 1971.          |
| Hrvati             | 858 (83,22%) | 1.207 (91,99%) | 1.146 (95,18%) |
| Srbi               | 32 (3,10%)   | 38 (2,89%)     | 38 (3,15%)     |
| Muslimani          | 3 (0,29%)    | 0              | 0              |
| Jugoslaveni        | 86 (8,34%)   | 61 (4,64%)     | 17 (1,41%)     |
| ostali i nepoznato | 52 (5,04%)   | 6 (0,45%)      | 3 (0,24%)      |
| ukupno             | 1.031        | 1.312          | 1.204          |

## Zanimljivosti
U Dragalovcima je rođena folk pjevačica Indira Radić.